# آتالیه (برزیل)
آتالیه (به پرتغالی: Ataléia) یک شهرداری در برزیل است که در میناز ژرایس واقع شده‌است. آتالیه ۱٬۸۳۸٫۳۸۴ کیلومتر مربع مساحت و ۱۲٬۶۷۸ نفر جمعیت دارد و ۲۴۰ متر بالاتر از سطح دریا واقع شده‌است.